# Chemins de Fer Luxembourgeois
Национальное общество люксембургских железных дорог (фр. Société Nationale des Chemins de Fer Luxembourgeois, CFL, нем. Nationalschaft auf dem Eisenbahnen der Luxemburg) — национальная железнодорожная компания Люксембурга. В 2005 году компания перевезла около 14,1 млн пассажиров и 11,7 млн. тонн грузов.  В компании занято 3090 человек (седьмое место в Люксембурге).
Система железных дорог Люксембурга включает в себя 275 километров пути, из которых 140 км двухпутных и 135 км однопутных. Есть 617 км маршрутов пути, 574 км из них электрифицированы. Большинство электрифицированных путей (526 км) эксплуатируется на 25 кВ, 50 Гц, хотя около 48 км работают на 3 кВ постоянного тока.
Сети Люксембурга граничат с железнодорожными сетями SNCF, NMBS/SNCB и Deutsche Bahn.